# Mia Melano
Mia Melano (Seattle, Washington; 2 de mayo de 2000) es una actriz pornográfica y modelo estadounidense.

## Carrera profesional
Antes de su carrera en la industria del porno, Melano trabajó como camarera en un restaurante de alta gama en su ciudad natal. En el verano de 2018, se interesó en filmar porno después de ver parte del trabajo de Greg Lansky, un empresario francés y fundador de Vixen Media Group (VMG). Después de mantener correspondencia con Lansky, firmó un contrato con Motley Models de Dave Rock y luego un contrato exclusivo con Vixen Media Group Una escena debut llamada High Life, en la que Mick Blue se asoció con Melano, se lanzó a principios de agosto de 2018 en el sitio web del estudio Vixen. Un mes después, filmó para Blacked su primera escena de sexo interracial. Además, participó en la filmación de escenas no solo para Vixen y Blacked, sino también para Blacked Raw y Deeper.
En abril de 2019, fue elegida Vixen Angel. El 12 de octubre de 2019, un año después de iniciar su carrera, Melano anunció su retiro de la industria del porno a través de su cuenta de YouTube. La última escena con Melano titulada Intimates: Mia Melano se lanzó el 5 de mayo de 2020 y presentaba una escena de masturbación. Su carrera ha sido destacada en particular por el diario de Hong Kong Oriental Daily News y el periódico deportivo turco Fotospor.
En abril de 2020, junto con Ariana Marie, Mia Malkova, Ivy Wolfe, Amia Miley, Vicki Chase y otras actrices, apareció como cameo en el video musical de la canción "Still Be Friends", una colaboración entre Vixen Media y G-Eazy. A fines de enero de 2021, todos los integrantes del videoclip, incluido Melano, fueron galardonados con los Premios AVN en la categoría "Empresa Mainstream del Año".
Según la base de datos de películas para adultos de Internet, en marzo de 2021, ha aparecido en un total de nueve escenas porno y ocho películas.

## Premios y nominaciones
| Año  | Recompensa       | Resultado | Categoría | Película                                         |
| ---- | ---------------- | --------- | --- | ------------------------------------------------ |
| 2019 | Fleshbot Award   | Nominada  | mejor culo |                                                  |
| 2019 | NightMoves Award | Nominada  | Mejor nueva estrella |                                                  |
| 2020 | AVN Award        | Nominada  | Premio Fan: Tetas más impresionantes |                                                  |
| 2020 | XBIZ Award       | Nominada  | Mejor escena de sexo: solo sexo (con Rob Piper) | Blacked Raw V17                                  |
| 2021 | AVN Award        | Ganadora  | Empresa convencional del año (compartido con Ivy Wolfe, Alina Lopez, Ariana Marie, Vicki Chase, Gabby Carter, Kira Noir, Mia Malkova, Nia Nacci, Serai Minx, Cecilia Lyon, Scarlit Scandal, Skin Diamond, Avery Christie, Amia Miley y Emily Willis) | Still Be Friends/Moana (videos musicales G-Eazy) |